# Таковість
Таковість, татхата або ятхабхутам (санскр. तथता — tathatā IAST) — поняття релігійної філософії, конкретно — буддизму махаяни, що визначає істинні властивості або справжню істоту об'єкта або явища, не замутнене зовнішніми ілюзіями.
Особливе значення поняття таковість набуло в буддизмі в сенсі сприйняття істинної сутності, абсолюту поза ілюзій Мари і поза страждань сансари. Ілюструючи поняття таковості буддисти кажуть, що історичних будд було кілька, але всі вони суть явище однієї й тієї ж сутності, характеризуючи яку Будда Гаутама використовував термін татхагата (так приходящий).

## У махаяні
Для махаянських шкіл буддизму таковість означає «особливу здатність безпосередньо сприймати реальність [такою], як вона є», є синонімом праджни і ототожнюється з природою будди. Згідно з сутрами праджняпараміти, таковість також означає справжню реальність, яка за своєю природою порожня. Крім того таковість визначають як просвітлення: «Таковість — це незрівнянне здійснене просвітлення. Ця таковість не зростає, не зменшується». Будда визначав таковість як «найвище здійснене просвітлення» і вказував, що вона «є причиною просвітління». За Нагарджуною таковість також означає «пустотність».
Концепція «єдиної свідомості», що прагне об'єднати віджнянаваду, мадг'яміку і концепцію татхагатагарбхи, оформлена в Махаяна-шраддхотпада-шастрі й отримала  розвиток у школі чань, вказувала, що «єдина свідомість» включає в себе всі дхарми: «ті, що підпорядковані буттю» і «ті, що не схильні до буття», «затьмарені» і «просвітлені». Також, згідно з концепцією, «єдина свідомість» складається з двох нерозривних свідомостей, що включають в себе всі дхарми: свідомості істинної таковості (бхутататхати) і обумовленої свідомості. В даному випадку під свідомістю істинної таковості розумілася єдина свідомість, яка може виражатися як у «істинній порожнечі», так і в «істинній не-порожнечі». Водночас у Махаяна-шраддхотпада-шастрі вказувалося, що такий поділ потрібен внаслідок того, що «свідомість живих істот затьмарена невіданням», тому «виникає дискурсивне мислення, і вони відходять від [істинної таковості], тому й говориться: „порожнеча“; але якщо вони звільняться від затьмареної свідомості, то насправді не буде нічого, про що можна говорити „порожнеча“».
У Махаяна-шраддхотпада-шастрі також зазначається, що поняття «справжня таковість» позбавлене яких-небудь ознак і є «межею словесних пояснень, словом, яке кладе кінець усім словам».
Професор Е. С. Штейнер зазначав, що таковість визначається десятим малюнком у десяти биків, серії дзенських картинок з підписами у віршах і в прозі, що виражають етапи осягнення вчення школи.

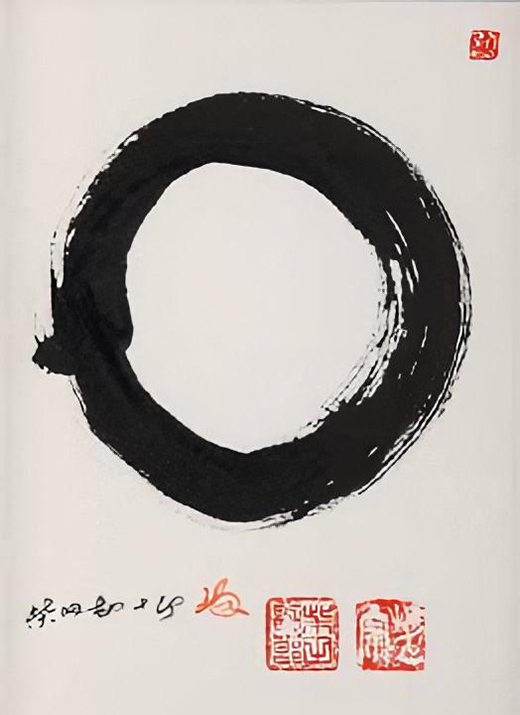
У дзен образ кола енсо виражає собою «справжню таковість».

Чаньські наставники часто використовували різні повсякденні ситуації для допомоги учням у «пізнанні речей в їх таковості» або «щоденного просвітлення»:
Одного разу до Чжао-чжоу звернувся монах:
— Вчителю, я все ще далекий від мети. Дайте мені повчання.
— Ти вже поснідав? — запитав майстер.
— Так, — відповів монах.
— Так піди і вимий за собой чашку!
В цей момент монах прозрів.
Дзенський майстер Доґен говорив про пізнання речей в їх таковісти наступним чином: «очі горизонтальні, ніс вертикальний», «сонце — на сході, місяць — на заході».

## Дванадцять аспектів таковості (бхутататхата)
1. Таковість (татхата)
2. Носій (середовище) дхарм (дхармадхату)
3. Природа дхарм (дхармата)
4. Реальність (авітатхата)
5. Незмінність (ананія-татхата)
6. Універсальність або нерозрізненність (самата)
7. Невмирущість (відокремленість від народження та смерті)
8. Вічність
9. Вмістилище дхарм (дхармастхитита)
10. Межі реальності (бхута-коті)
11. Простір, порожнеча, нематеріальність (акаша-дхату, антарікша)
12. За межами думки і мови (ачінт'ядхату)